# اتحادیه مبارزه مسلحانه

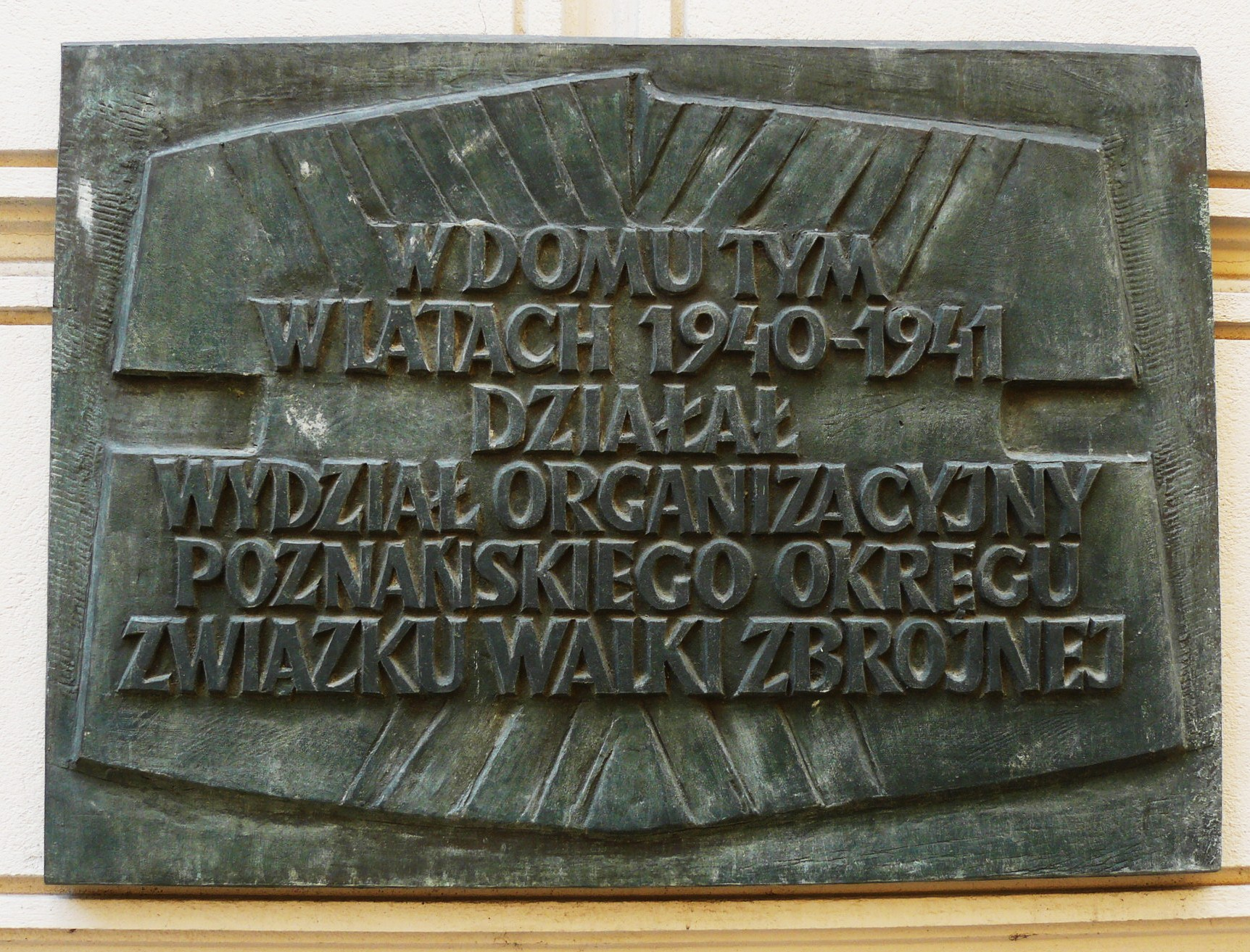
یک پلاک از ZWZ Proznan

اتحادیه مبارزه مسلحانه (به لهستانی: Związek Walki Zbrojnej) (اختصاری ZWZ) یک جنبش مقاومت مسلحانه بود که پس از تهاجم به لهستان و تقسیم کشور میان آلمان نازی و شوروی در سال ۱۹۳۹ و در ادامه گروه سرویس پیروزی لهستان پایه‌گذاری شد.
اتحادیه مبارزه مسلحانه به صورت رسمی از طرف دولت در تبعید لهستان که ابتدا در پاریس و سپس در لندن مستقر بود هدایت می‌گشت اما در حقیقت فرماندهی آن در دست نظامیان و کسانی قرار داشت که در لهستان اشغالی حضور داشتند و مشغول سازماندهی عملیات بودند. هدف این سازمان ایجاد هسته‌های مقاومت در نواحی مختلف کشور فارغ از تفاوت‌های سیاسی و طبقاتی بود تا ضمن عملیات در درون لهستان مقدمات یک قیام ملی در هنگام وررود نیروهای آزادی‌بخش را آماده کنند.
در سال ۱۹۴۰ این سازمان دو بخش داشت که یک قسمت آن در ناحیه اشغالی توسط شوروی به سر فرماندهی شهر لووف و قسمت دیگر در نواحی اشغالی توسط آلمان به سر فرماندهی ورشو هدایت می‌شدند اما پس از شروع تهاجم آلمان نازی به شوروی در قالب عملیات بارباروسا تمام کشور در اشغال آلمان نازی قرار گرفت. در سال ۱۹۴۲ اتحادیه مبارزه مسلحانه در سازمانی بزرگ‌تر به نام ارتش میهنی ادغام شد و در آن شکل به ادامه فعالیت پرداخت.